# Burcht van Boeda
De burcht van Boeda, het oude koningspaleis, is een historisch kasteelcomplex in de Hongaarse hoofdstad Boedapest. Het complex is gelegen op de Burchtheuvel (Várhegy), het oude stadshart van het stadsdeel Boeda, op 70 meter boven de Donau.

## Geschiedenis
De Burcht ligt op een plateau en het gehele complex bestaat uit tientallen historische en architectonische waardevolle gebouwen en vele nauwe straatjes en steegjes, waarvan de loop sinds zeven eeuwen niet is veranderd. Met de bouw van de Várhegy-Bástya en vesting werd na de invasie van de Mongolen in 1241 begonnen. In het jaar 1255 gaf koning Béla IV opdracht een burcht alsmede een stad voor de bewoners van het verwoeste Pest te bouwen.
Kasteel en stad werden gescheiden van elkaar gebouwd en door enorme vestingwallen omringd.  
Onder koning Matthias Corvinus werd de Burcht Boeda een centrum van kunst en wetenschap, waarvan onder de Turkse heerschappij in de 16e eeuw een einde kwam. De Turkse heersers noemden Boeda de "Gouden Oogappel" van hun rijk, maar doemden haar toch tot verdwijnen. Alleen de vestingsmuren werden door hen vernieuwd. Tijdens de belegering van Boeda in 1686 werd de Burcht vernield en op de ruïnes werd een kleine barokstad gebouwd, als domicilie van de Habsburgse heersers.  
In plaats van de oude Burcht verrees een klein slot dat echter nooit door keizerin Maria Theresia werd bewoond. Keizer Jozef II liet een theater bouwen. Het Franciscanerklooster werd zetel van de Landdag, maar tijdens het eerste deel van het Habsburgse tijdperk was de stad Boeda nog geen hoofdstad, maar werd die rol vervuld door Presburg; Duits: Preßburg; Hongaars: Pozsony; Slowaaks: Prešporok. 
Tijdens een opstand, op 21 mei 1849 veroverden de Honvéd (burgerwacht) de Burcht al na één enkele stormloop. Na het herstel van de orde werd met man en macht gewerkt aan het herstel van de oude glorie. 
Dit karakteristieke gebouw met een façade van meer dan 300 meter en de zeer opvallende hoge koepel, is van overal in Boedapest te zien. Vooral van de linker Donau-oever biedt het een imposante aanblik. De Burcht was in de 14e eeuw zetel van de koning. In de 18e en 19e eeuw vonden grote uitbreidingen plaats, gelijk met de Burchtstad Boeda.
Tijdens de gevechten van december 1944 tot februari 1945 werd een groot deel van het Burchtpaleis verwoest.
Nadat Pest van de Duitsers was bevrijd, hielden de Duitse troepen zich nog een paar weken staande tegen de verwoed aanvallende Russische legers.  
Na de Tweede Wereldoorlog lag de vesting weer in puin, elk huis was zwaar beschadigd, het koninklijk paleis afgebrand. Een geluk bij een ongeluk was dat de archeologen onder de puinhopen de middeleeuwse burcht van Boeda ontdekten, de mortel van de barok viel van de muren, en gotische ramen en deuren bloot kwamen te liggen.
Onder de resten van het neobarok paleis vond men overblijfselen van een renaissance slot. De werkzaamheden, die tot 1970 voortduurden, hebben tientallen nevengebouwen herschapen tot het culturele centrum van de oude stad. Na meer dan 30 jaar is de Burcht voor het grootste gedeelte in zijn oude glorie hersteld. Het stadsbestuur besloot de gebouwen als museum in te richten. 
Sinds 2019 worden diverse gebouwen herbouwd of gerenoveerd, volgens het Nationaal Hauszmannprogramma, vernoemd naar de architect Alajos Hauszmann. Een aantal gebouwen wordt herbouwd in de Burchtwijk die door de Communistische Volksrepubliek Hongarije, om idealistische redenen niet herbouwd werden. Bij herbouw moet gedacht worden aan bijvoorbeeld de Koninklijke Manege van Hongarije en de renovatie van de Koning Matthiasfontein.

## Bezienswaardigheden
Vanaf het Disz tér komt men aan de toegangspoort. Op het terrein van de Burcht is het museum van de Hongaarse Arbeidersbeweging, in vleugel A. Hier is aanschouwelijk weergegeven de geschiedenis van de Hongaarse industrie, de nijverheid, de mijnbouw en de daarmee samenhangende problemen vanaf de eerste helft van de 19e eeuw. In de vleugels B, C en D is de Hongaarse Nationale Galerie ondergebracht. Deze enorme zalen vormen de hoofdvleugels van het vroegere slot. Hier ziet men beeldhouwwerk, fresco's, altaarbeelden uit de romaanse en gotische periode en uit de renaissance. Ook de laatrenaissance en barok zijn er ruim vertegenwoordigd.
In dit museum, met een rijke kunstverzameling en prachtige zalen, worden nog steeds stukken aan de verzameling toegevoegd.
In het zuiden worden de hooggelegen Burchtwijk en het Burchtpaleis omsloten door gerestaureerde, rond lopende middeleeuwse verdedigingsmuren. Ze worden onderbroken door torens, schietgaten en kantelen. Ook de gietijzeren kanonnen getuigen van weleer.
- Gemeinsame Normdatei: 4252446-5
- Library of Congress Control Number: sh87000161
- Nationale Bibliotheek van Tsjechië: ko2016901842
- Nationale Bibliotheek van Israël: 987007288066505171
- Virtual International Authority File: 201657158